# Triplectides zonatus
Triplectides zonatus är en nattsländeart som beskrevs av Luisa Eugenia Navas 1924. Triplectides zonatus ingår i släktet Triplectides och familjen långhornssländor. Inga underarter finns listade i Catalogue of Life.